# Szemfényvesztők (televíziós sorozat)
A Szemfényvesztők (eredeti cím: Deception) 2018-ban bemutatott amerikai bűnügyi sorozat. 
A cselekmény központjában Cameron Black és Jonathan Black áll, akik a világ leghíresebb bűvészei voltak, amíg lelepleződik a titkuk. Jonathan börtönbe kerül gondatlanságból elkövetett emberölés vádjával. Cameron onnantól annak szenteli az életét, hogy kiderítse, ki juttatta a testvérét ártatlanul a börtönbe, ezért felajánlja képességeit az FBI-nak.
Az Amerikai Egyesült Államokban 2018. március 11-én indult az ABC televíziós csatornán. A sorozatot az első évad után törölték a műsorról. Magyarországon a premiert a RTL Klub sugározta, majd az epizódokat a Cool TV-n ismételték.

## Szereplők

### Főszereplők
| Szereplő         | Szinész            | Magyar hang     | Leírás |
| ---------------- | ------------------ | --------------- | --- |
| Cameron Black    | Jack Cutmore-Scott | Rada Bálint     | A világ leghíresebb bűvésze, amíg ikertestvérével le nem bukik az egyik előadásukon. Azóta az FBI-nak dolgozik tanácsadóként. Van egy bűvészcsapata.                                                                                            |
| Jonathan Black   | Jack Cutmore-Scott | Rada Bálint     | Cameron ikertestvére, akit a titokzatos nő belekever egy gyilkosságba, amiért az egész sorozatban börtönben ül. A többiek azon dolgoznak, hogy minél előbb kihozzák onnan. Ez ideiglenesen sikerül is a 7. részben, amikor Cameront elrabolták. |
| Kay Daniels      | Ilfenesh Hadera    |                 | FBI-ügynök, aki segít Cameronnak Jonathan ügyében. |
| Dina Clark       | Lenora Crichlow    |                 | A bűvészcsapat vezetője. Rendkívül okos és intelligens nő. |
| Jordan Kwon      | Justin Chon        | Pálmai Szabolcs | A bűvészcsapat esze: apró termetű és nagyon okos. Gunter legjobb barátja. |
| Deakins ügynök   | Laila Robins       |                 | Az FBI csapat főnöke, aki kezdetben ellenszenves Cameronnal szemben, de később megkedveli őt. |
| Mike Alvarez     | Amaury Nolasco     |                 | FBI-ügynök, aki beleszeret Dinába. |
| Gunter Gustafsen | Vinnie Jones       | Varga Rókus     | A bűvészcsapat legerősebb tagja. Zord kinézete ellenére kedves ember. Jordan legjobb barátja. |

### Mellékszereplők
- Titokzatos/Ismeretlen/Kétszemű nő (Stephanie Corneliussen)

Ő tehet Jonathan rejtélyes börtönbe kerüléséről. Látszólag diszlepsziában szenved, de később kiderült, csak kontaktlencsét visel. Egy alkalommal Cameront is elrabolta, hogy ellophasson neki egy gyémántot.
- Winslow (Evan Parke)

Jonathan börtöntársa, aki először csak parancsolgat Jonathannak, de később társak lesznek.
- Alistair Black (Jack Davenport)

Cameron és Jonathan dédapja, aki a trükköket kitalálta. Sötét múltja van.
- Tallis (Erica Cho):

Egy megölt jósnő segédje, akit fegyverkereskedők kérnek meg, hogy mondja el előre, sikeres lesz-e az üzlet.
- Huszár/Bástya (Billy Zane):

Ismert művész, a tehetségét később gonosz dolgokra használta. Később kiderült, hogy a titokzatos nőnek dolgozik és az ő áldozata lesz.

## Epizódok
| Évad | Évad | Részek száma | Részek száma | Eredeti sugárzás  | Eredeti sugárzás | Eredeti adó | Magyar sugárzás  | Magyar sugárzás     | Magyar adó |
| Évad | Évad | Részek száma | Részek száma | Évadbemutató      | Évadzáró         | Eredeti adó | Évadbemutató     | Évadzáró            | Magyar adó |
| ---- | ---- | ------------ | ------------ | ----------------- | ---------------- | ----------- | ---------------- | ------------------- | ---------- |
|      | 1.   | 13           | 13           | 2018. március 11. | 2018. május 27.  | ABC         | 2018. július 17. | 2018. augusztus 28. |            |

### 1. évad (2018)
| Sor. | Év. | Cím                                       | Rendező          | Író                              | Premier                             | Nézettség            | Gyártási szám |
| ---- | --- | ----------------------------------------- | ---------------- | -------------------------------- | ----------------------------------- | -------------------- | ------------- |
| 1.   | 1.  | Vigyázat, csalok! (Pilot)                 | David Nutter     | Chris Fedak                      | 2018. március 11. 2018 július 17.   | 5,93 millió 330 ezer | 101           |
| 2.   | 2.  | Füstbe ment terv (Forced Perspective)     | Michael Lehmann  | Chris Fedak                      | 2018. március 18. 2018 július 17.   | 3,97 millió 285 ezer | 102           |
| 3.   | 3.  | A szabadulóművész (Escapology)            | Mike Smith       | Elizabeth Peterson               | 2018. március 25. 2018 július 24.   | 3,86 millió 420 ezer | 103           |
| 4.   | 4.  | Jövendölés (Divination)                   | Kevin Tancharoen | Kai Yu Wu                        | 2018. április 1. 2018 július 24.    | 4,00 millió 325 ezer | 104           |
| 5.   | 5.  | Álcázás (Masking)                         | Silver Tree      | Nelson Greaves                   | 2018. április 8. 2018 július 31.    | 3,61 millió 396 ezer | 105           |
| 6.   | 6.  | Fekete mágia (Black Art)                  | Rob Seidenglanz  | Sam Sklaver                      | 2018. április 22. 2018 július 31.   | 3,24 millió 324 ezer | 106           |
| 7.   | 7.  | A nagy játszma (Sacrifice 99 to Fool One) | Rob Hardy        | John A. Norris                   | 2018. április 24. 2018 augusztus 7. | 3,10 millió 334 ezer | 107           |
| 8.   | 8.  | Elrabolva (Multiple Outs)                 | Glen Winter      | Bryan Malone                     | 2018. április 29. 2018 augusztus 7. | 3,64 millió 263 ezer | 108           |
| 9.   | 9.  | Tiszta lappal (Getting Away Clean)        | Michael Lehmann  | Joe Peracchio                    | 2018. május 6. 2018 augusztus 14.   | 3,25 millió 326 ezer | 109           |
| 10.  | 10. | A láthatatlan kéz (The Unseen Hand)       | Lexi LaRoche     | Cesar Mazariegos                 | 2018. május 13. 2018 augusztus 14.  | 3,37 millió 267 ezer | 110           |
| 11.  | 11. | Szuperkémek (Loading Up)                  | Carol Banker     | John A. Norris & Nelson Greaves  | 2018. május 20. 2018 augusztus 21.  | 3,18 millió 315 ezer | 111           |
| 12.  | 12. | Titokzatos kazetták (Code Act)            | Dermott Downs    | Brynn Malone & Sam Sklaver       | 2018. május 27. 2018 augusztus 21.  | 2,26 millió 208 ezer | 112           |
| 13.  | 13. | Helycsere (Transposition)                 | Michael Lehmann  | Chris Fedak & Elizabeth Peterson | 2018. május 27. 2018 augusztus 28.  | 2,26 millió 243 ezer | 113           |